# Hydractinia claviformis
Hydractinia claviformis är en nässeldjursart som beskrevs av Bouillon 1965. Hydractinia claviformis ingår i släktet Hydractinia och familjen Hydractiniidae. Inga underarter finns listade i Catalogue of Life.